# Теореми Хінчина
Теореми Хінчина — твердження в теорії ймовірностей. О. Я. Хінчину належать дві основні теореми, які відносяться до арифметики ймовірнісних розподілів на дійсній прямій. Розподіл {\displaystyle \alpha } називається дільником розподілу {\displaystyle \mu }, якщо {\displaystyle \mu =\alpha *\beta } для деякого розподілу {\displaystyle \beta }. Невироджений розподіл {\displaystyle \mu }, який не має інших дільників крім вироджених та зсувів {\displaystyle \mu }, називається таким, що не розкладається.

## Формулювання теорем

### Перша теорема Хінчина
Будь-який розподіл {\displaystyle \mu } є скінченною чи зліченною згорткою розподілів таких, які не розкладаються, і розподілу, який не має таких дільників, які не розкладаються.

### Друга теорема Хінчина
Будь-який {\displaystyle \mu }, який не має дільників, які не розкладаються, є нескінченно подільним.

## Коментар
Дотримуючись Ю. В. Линника, клас розподілів, які не мають дільників, які не розкладаються, позначають через {\displaystyle I_{0}}. Згідно з теоремами Крамера, Райкова та Линника, класу {\displaystyle I_{0}} належать, відповідно, нормальні розподіли, розподіли Пуассона та їх згортки. Основна задача арифметики ймовірнісних розподілів на дійсній прямій полягає в опису класу Линника {\displaystyle I_{0}}.